# Orillas (película de 2011)
Orillas es una película coproducción de Argentina y Benín filmada en colores dirigida por Pablo César sobre el guion de Jerónimo Toubes que se estrenó el 10 de noviembre de 2011 en Argentina y tuvo como actores principales a Leonel Arancibia, Dalma Maradona, Javier Lombardo y Daniel Valenzuela e intervinieron los actores de Benín Carole Lokossou, Akambi Akanla y Eliane Chagas. El director Pablo César declaró que lo que tenía en mente “es una película que toca la temática de las raíces africanas en Argentina”.

## Sinopsis
Dos historias que lentamente van aproximándose entre sí. Un joven de Benín tiene una implacable enfermedad que parece incurable por lo que su madre acude a una sacerdotisa Yoruba para invocar el poder de los dioses Orixás. Mientras tanto en Argentina, vive un joven delincuente que reside en un barrio marginal en el que están difundidas las prácticas del Umbanda, una religión derivada de matrices africanas cruzadas con otras como el Espiritismo y el sincretismo católico.

## Reparto
Intervinieron en la película los siguientes intérpretes:
- Leonel Arancibia ...	Shantas
- Dalma Maradona ...	Elisa
- Javier Lombardo...	Dr. Alberto Núñez
- Daniel Valenzuela ...	Julio
- Carole Lokossou ...	Morenike
- Ilias Akala ...	Babárisimá
- Nicolás Condito ...	Guillermo
- Eliane Chagas ...	Irawo
- Esteban Víctor Díaz ...	Víctor
- Cristian Gutiérrez ...	Joni
- Bruno Elías Sánchez ...	Chango
- Andrés Zurita ...	Pastor Morales
- Oscar Génova ...	Jorge
- Akambi Akanla ...	Conductor camioneta
- Diego Coran Oria ...	Ramiro
- Diana Trujillo ...	La madre
- Alejandro Gatti ...	Moz o
- Gian Franco Apóstolo...   Rodrigo

## Participación en festivales
La película fue exhibida en el Festival Internacional de Cine Visiones de África (Festival International du cinèma Vues d' Afrique) en Montreal, Canadá, en el Festival de Cine de Ruanda (Ruanda Film Festival), en el Festival Imagen y Vida de Senegal y en el Festival Internacional de Cine de los Derechos Humanos en Sucre, Bolivia.

## Críticas
Isabel Croce en La Prensa opinó:

”Hay un desnivel marcado en las historias….la que transcurre en la Argentina, exhibe cierta falta de fluidez dramática y de verosimilitud… Hay un buen registro del habla de los chicos de la Villa, es correcto el diseño de producción que incluye una ceremonia yoruba y el apoyo musical incluye canciones africanas y la participación de Los ñeris del Docke. El guion no es claro, especialmente en la narración que compete a nuestro país, sí lo es en la historia africana por ser, quizás, más sencilla en su estructura.”

Mario Zabala en Clarín escribió:

”...Dalma Maradona. Su personaje, una empleada doméstica ...víctima de una violación...Durante el resto del filme, caminará como un zombie de pelo pajoso, penitente. Lo zombie y atrofiado de ese andar, contrapuesto con la naturalidad ”wachiturra” de Leonel Arancibia es el perfecto contraste entre las virtudes –poquísimas- y los defectos –intercontinentales- del filme.…César oprime la naturalidad de Arancibia y su pandilla: la convierte en una maqueta antes que en cine: todo parece armado, sin vida, zombie....El melodrama, mezclado con las imágenes religiosas y la denuncia, adquiere su peor forma. César, en su capacidad de asfixiar cualquier potencial del plano, genera la misma sensación de limbo tanto acá como en Africa.